# Liste des régions métropolitaines du Minas Gerais
L'État du Minas Gerais, au Brésil, possède à l'heure actuelle deux régions métropolitaines (Região Metropolitana en portugais):
- Région métropolitaine de Belo Horizonte
- Région métropolitaine du Vale do Aço